# Seznam slovaških matematikov
Seznam slovaških matematikov in matematičark.

## H
- Jur Hronec (1881 - 1959)

## K
- Igor Kluvánek (1931 - 1993)
- Milan Kolibiar (1922 - 1994)

## Š
- Tibor Šalát (1926 - 2005)
- Peter Štefan (1941 - 1978)

## T
- Alfred Tauber (1866 - 1942)

## U
- Peter Uhlík (1906 - 1954)

## Z
- Štefan Znám (1936 - 1993)